# Санжаасурэнгийн Миярагчаа
Санжаасурэнгийн Миярагчаа (род. 30 августа 1983) — монгольский самбист и дзюдоист, бронзовый призёр чемпионатов Азии по дзюдо 2009 и 2012 годов, серебряный призёр чемпионата мира по самбо 2007 года, серебряный (2007) и бронзовый (2011) призёр этапов Кубка мира по самбо, чемпион Всемирных игр ТАФИСА 2008 года. По самбо выступал в первой полусредней (до 68 кг) весовой категории. Также принимал участие в чемпионатах мира по самбо 2005, 2008 и 2010 годов, где занимал пятые места.